# Еланвилије
Еланвилије (фр. Hellenvilliers) је насељено место у Француској у региону Горња Нормандија, у департману Ер.
По подацима из 1990. године број становника у месту је био 117, а густина насељености је износила 20 становника/km².

## Демографија
| 1990. |
| ----- |
| 117   |